# Сражение за Тампере
Сражение за Тампере (также известно как Сражение за Таммерфорс) — один из эпизодов Гражданской войны в Финляндии. В марте 1918 года белые под командованием Карла Густава Маннергейма начали массированное наступление на юг. Занятие Тампере — одного из крупнейших городов Финляндии — белыми и пленение около 11 000 красных стало одним из ключевых эпизодов войны.

## История
Тампере был занят красными в первый день Гражданской войны — ночью с 27 на 28 января. Маннергейм первоначально рассчитывал нанести основной удар по Карелии, захватив Выборг и отрезав союзные красным российские войска. 24 февраля шведский офицер Генри Пейрон из штаба Маннергейма предложил провести наступление на Тампере, окружить город и ликвидировать располагавшиеся там крупные силы красных. В случае удачного исхода операция имела бы важное стратегическое значение (город является крупным железнодорожным узлом) и одновременно явилась бы моральным ударом. Маннергейм поддержал план. 26 февраля он отдал приказ сражавшемуся на стороне белых шведскому военачальнику Эрнсту Линдеру наступать на Лемпяяля и перерезать железную дорогу Тампере-Пори, тем самым замкнув кольцо вокруг Тампере с юга, а 2 марта посвятил в детали операции других командиров, Мартина Ветцера и Карла Вилкмана.
12 марта датой начала наступления было определено 15 марта. Как позднее утверждал Маннергейм, для него было важно завершить операцию до наступления весенней распутицы, которая затруднила бы продвижение войск, и до прибытия немецких частей: победа в гражданской войне должна была быть достигнута без иностранной помощи. Маннергейм разделил свои войска на четыре группировки, которыми командовали Линдер, Ялмарсон, Ветцер и Вилкман.
Обороной Тампере руководили Эйно Рахья и Хуго Салмела. Рахья отправился в Хельсинки и убедил местных командиров выделить ему 21 роту. Куллерво Маннер предлагал эвакуироваться из города и отступить на восток, к границам РСФСР, но Рахья настоял на обороне Тампере.
25 марта Линдер занял пригород Сиуро, завершив окружение города. 28 марта, в так называемый «кровавый страстной четверг», начался штурм города силами Ветцера и Вилкмана. Сопротивление было ожесточённым, бригада шведских добровольцев потеряла командира, а 2-й егерский полк — около половины личного состава. Во время штурма при взрыве боеприпасов в штабе погиб Салмела. С 29 марта по 2 апреля бои затихли.
Последняя стадия сражения, уличные бои, началась утром 3 апреля в 2:30 с получасовой артподготовки. В 3:00 белые начали штурм в сторону центра. В западной части у красных были надёжные укрепления, которые противник не смог преодолеть. С восточной стороны белые дошли к вечеру до Таммеркоски.
В ночь с 4 на 5 апреля нескольким сотням красных удалось вырваться из окружения. 5 числа в городе велись ожесточённые бои. От квартала к кварталу контроль над городом переходил к правительственным войскам. Вечером только Писпаланхарью остался в руках красных.
6 апреля в 6:15 красным удалось отбить атаку в Эпилянхарью, но сразу после этого они отправили парламентёров. Полковник Аусфельд (фин. Ausfeld) объявил им условия: сложить оружие до 11:00 перед церковью Александра, оставить всё снаряжение и склады. Красногвардейцы сдались сразу по возвращении парламентёров около 8:30 — на вершине башни Пюуникке появился белый флаг. Пленных вначале собрали на площади. Поскольку оставшиеся красные снайперы продолжали свою работу, комендант города объявил через газету 9 апреля: расстреливать 10 пленных за каждого убитого. В любом случае, белые казнили сразу почти 150 человек, а всего около 300. Также были расстреляны все оставшиеся в городе 200 русских военных. Казни без суда продолжались ещё несколько дней, несмотря на отданный Маннергеймом приказ от 5 апреля. Всего в результате сражения в плену оказалось около 10 000 красногвардейцев, было захвачено 30 пушек, 70 пулемётов и тысячи винтовок.
Сражение за Тампере стало крупнейшей битвой Гражданской войны. Красные понесли огромные потери в живой силе и были сломлены морально.